# Кукушка (Архангельская область)
Кукушка — деревня в Приморском районе Архангельской области. Входит в состав Лисестровского сельского поселения (муниципальное образование «Лисестровское»).

## Географическое положение
Деревня расположена на левом берегу водотока Цигломинка (Исакогорка). У восточной границы населённого пункта проходит федеральная автомобильная дорога М8 «Холмогоры» и проложены пути Северной железной дороги. Ближайшая делезнодорожная станция, Исакогорка, расположена в 2 км к юго-востоку.
С точки зрения административного деления деревня на западе примыкает к границе Васьковского сельского поселения, а на востоке — к границе городского округа «Город Архангельск». Ближайший населённый пункт Лисестровского сельского поселения, Новое Лукино, находится на противоположном берегу водотока.

## Население
Численность населения деревни, по данным Всероссийской переписи населения 2010 года, составляла 38 человек. 
| Население                            | на 1 января 2010 года |
| ------------------------------------ | --------------------- |
| В возрасте до 16 лет                 | 4                     |
| Трудовые ресурсы (из них работающих) | 22 (22)               |
| Пенсионеры                           | 1                     |
| Всего                                | 29                    |
| Прибыло / выбыло (за год)            | 0 / 1                 |
| Родилось / умерло (за год)           | 0 / 0                 |

## Инфраструктура
Жилищный фонд деревни составляет 2,1 тыс. м². Объекты социальной сферы и стационарного торгового обслуживания населения на территории населённого пункта отсутствуют.